# Райка пузирчаста
Райка пузирчаста (Trachycephalus venulosus) — вид земноводних з роду Ропухоподібна райка родини Райкові. Інша назва «червонопляма райка».

## Опис
Загальна довжина досягає 9 см. Голова середнього розміру. Великі, високо посаджені очі з круглими чорними зіницями, оточені тонкою золотистою смужкою і темної райдужкою. Лапи без перетинок, на кінцях пальців невеликі округлі жовтуваті присоски. Ця райка відрізняється дуже цікавим і нетиповим забарвленням. Спина кремового або жовтувато—бурого кольору з численними темними смугами, що утворюють концентричний малюнок. Деякі ділянки вкриті численними дрібними темними крапочками, від чого здаються темніше. Відмітна особливість — кілька криваво-червоних плям різного розміру на спині і шиї, неправильної форми.

## Спосіб життя
Полюбляє субтропічні або тропічні сухі та вологі ліси низовини, чагарники, луки, річки, переривчастий річки, прісноводні озера, болота, пасовища, плантації, сільські сади, міські райони, області зберігання води і ставки. Активна вночі. Веде деревний спосіб життя. Живиться комахами.
Ці райки не прив'язані до великих водойм навіть у період розмноження. Вони відкладають ікру в різні невеличкі водойми, що часто дуже швидко пересихають. Самиця відкладає до 2000—3000 яєць.

## Розповсюдження
Мешкає від Мексики через Центральну Америку до Аргентини й Бразилії.